# Geluidbelasting
De geluidbelasting (zonder tussen-s) is een in de Nederlandse wetgeving gedefinieerde term, die de waarde van het geluidsniveau op een woning of een andere geluidsgevoelige bestemming aangeeft. De term wordt gebruikt voor industrielawaai, en voor het geluid van wegen, spoorwegen, luchtvaart of evenementen.
De geluidbelasting wordt sinds 2007 uitgedrukt in Lden. Daarvoor werd de etmaalwaarde gebruikt.
Bij de geluidbelasting wordt altijd de A-weging gebruikt.
bioakoestiek · geluid · decibel · dB(A) · geluidsdruk · geluidsintensiteit · geluidssnelheid · geluidsgolf · ultrageluid · laagfrequent geluid · infrageluid · puntbron · lijnbron · gehoordrempel · gehoorschade · geluidshinder · elektroakoestiek